# Vesperklockan
Vesperklockan i Ronneby är en byggnad som uppfördes 1897 av Templarorden som en samlingslokal för nykterhetsrörelsen. Byggnaden uppfördes på Möllebackagårdens tomt. Byggnaden är typisk för denna rörelse med samlingsutrymmen och scen för framträdanden i det som på den tiden kallades för "nyktra nöjen". Byggnaden köptes in av föreningen IOGT år 1950 vilka alltjämt äger och sköter byggnaden idag. Byggnaden har en putsad fasad och taktäckning av bandplåt enligt gällande arkitekturideal vid sekelskiftet 1900.